# Niki de Saint Phalle (2024)
Niki de Saint Phalle (Originaltitel Niki) ist eine Filmbiografie über die Malerin und Bildhauerin Niki de Saint Phalle aus dem Jahr 2024, der unter der Regie von Céline Sallette entstand, die gemeinsam mit Samuel Doux auch das Drehbuch schrieb. Die Hauptrolle übernahm Charlotte Le Bon. Premiere war im Mai 2024 im Rahmen der Filmfestspiele von Cannes in der Sektion Un Certain Regard.

## Handlung
1952 verdient die aus den USA zurückgekehrte Niki de Saint Phalle in Paris den Lebensunterhalt für sich und ihre Familie als Schauspielerin und Model. Ihr Mann Harry Mathews studiert Musik und träumt von einer Karriere als Schriftsteller. 
Weil sie im Kindesalter von ihrem Vater sexuell missbraucht wurde, leidet sie unter anderem unter Panikattacken. Nachdem ihr Mann unter ihrer Matratze versteckte Messer entdeckt, stimmt sie einer Behandlung in einer psychiatrischen Klinik zu. Dort entdeckt sie für sich die heilende Wirkung der Kunst. Nach der Entlassung intensiviert sie ihr künstlerisches Schaffen.
Obwohl sie von Bekannten als „Frau eines Schriftstellers, die malt“  bezeichnet wird, lässt sich davon nicht abbringen und sagt eine Hauptrolle in einem Film von Robert Bresson ab. Außerdem pflegt sie ihre Freundschaft zu dem Bildhauer und ihrem späteren Ehemann Jean Tinguely und dessen erster Frau Eva Aeppli.

## Besetzung und Synchronisation
| Rolle          | Darsteller       | Synchronsprecher          |
| -------------- | ---------------- | ------------------------- |
| Dr. Cossa      | Alain Fromager   | Bernd Vollbrecht          |
| Jean Tinguely  | Damien Bonnard   | Dennis Schmidt-Foß        |
| Pierre Restany | Quentin Dolmaire | Constantin von Jascheroff |

## Produktion und Hintergrund
Der Film wurde von Cinéfrance Studios, Panache Productions, OnzeCinq, France 2 Cinéma und Wild Bunch produziert, als Produzenten fungierten Julien Deris, David Gauquié, Alexandre Mattiussi, Jean-Luc Ormières und Jalil Lespert. Den Vertrieb übernahm in Deutschland der Filmverleih Neue Visionen.
Die Kamera führte Victor Seguin, die Musik stammt von Para One, die Montage verantwortete Clémence Diard. Das Kostümbild gestalteten Matthieu Camblor und Marion Moulès den Ton Jean-Pierre Duret und das Szenenbild Rozenn Le Gloahec. Schauspielerin Céline Sallette gab mit diesem Film ihr Regiedebüt.

## Veröffentlichung
Premiere war am 23. Mai 2024 im Rahmen der 77. Internationalen Filmfestspiele von Cannes in der Sektion Un Certain Regard.
In Frankreich kam der Film am 9. Oktober 2024 in die Kinos, der deutsche Kinostart ist für den 20. März 2025 vorgesehen.

## Rezeption
Am 15. März 2025 waren zwei von sieben bei Rotten Tomatoes aufgeführten Kritiken positiv bei einer durchschnittlichen Bewertung von 4,5 der 10 möglichen Punkte.
Britta Schmeis vergab auf  epd-film.de drei von fünf Sternen. Exzentrisch, neurotisch und freigeistig sie diese von Charlotte Le Bon feengleich wie divenhaft gegebene Niki de Saint Phalle, die von Kameramann Victor Seguin mal in grellen Sequenzen der Verzweiflung, mal in den sonnigen Arrangements in Szene gesetzt werde. Sallette bliebe an der Oberfläche und inszeniere konventionell.
Oliver Armknecht bewertete den Film auf film-rezensionen.de mit 6 von 10 Punkten. Das Drama zeige praktisch nichts von der Kunst von Niki de Saint Phalle, es geht vielmehr um die private Laufbahn und wie diese sie beeinflusste. Das sei aufgrund der talentierten Hauptdarstellerin schon sehenswert, manchmal aber auch etwas frustrierend.
Filmdienst.de (3 von 5 Sterne) schrieb, dass das Biopic die Geburt der subversiven Künstlerin als Traumabewältigungsdrama und feministische Heldinnenreise inszeniere, wobei die Kunstwerke selbst konsequent ins Off verschoben werden. Das sei ein ambitioniertes Konzept, auch wenn die dadurch entstehenden Leerstellen nur ansatzweise produktiv werden.
Michael Meyns (2,5 von 5 Sterne) befand auf filmstarts.de, dass sich Salette Leben und Werk der Künstlerin Niki de Saint Phalle auf ungewöhnliche Weise nähere, indem nicht das Werk im Mittelpunkt stehe, sondern die Psyche der Hauptfigur, für die Kunst vor allem als Verarbeitung von Missbrauchserfahrungen diene.
Almuth Spiegler sah sich in der österreichischen Tageszeitung Die Presse an Die fabelhafte Welt der Amélie erinnert und bezeichnete die Produktion als „glattgebügelte Konfektionsware aus der französischen Autorinnenkinoschneiderei“, die auch inhaltlich wie einer dieser lieblichen Bildbände aus der sanft feministischen Mädchenbücherecke wirke. Fühle sich gut an, mache ein bisschen traurig, aber am Ende siege Schneewittchen über das Patriarchat.